# Zakrzewce
Zakrzewce (ukr. (Закрівці) – wieś na Ukrainie, w obwodzie iwanofrankiwskim, w rejonie kołomyjskim. 
W II Rzeczypospolitej wieś w powiecie tłumackim województwa stanisławowskiego.
W marcu 1944 nacjonaliści ukraińscy z OUN-UPA zamordowali tutaj 15 Polaków.